# Al Hadd
Al Hidd (var. Hidd, Al-Hadd) (arabă الحد) este un oraș situat în partea de nord-est a Bahrainului, pe Insula Muharraq. La recensământul din 2001 a înregistrat 11.637 locuitori. O treime din populația orașului este de origine omaneză.. Religia predominantă în localitate este mahomedanismul sunnit. La sud de oraș se află zona industrială în care, alături de unități prelucrătoare se află o centrală electrică și o stație de desalinizare a apei marine.